# Juri Aikawa
Juri Aikawa (相川 寿里 Aikawa Juri?,  Ichikawa, Prefectura de Chiba, 16 de febrero de 1981), también conocido bajo su nombre artístico de Juri (寿里?), es un actor y modelo japonés. Está afiliado a Gig Management Japan.

## Biografía
Aikawa nació el 16 de febrero de 1981 en la ciudad de Ichikawa, Chiba, como el tercero de cuatro hermanos. Su hermano mayor, Ryōji, es jugador de béisbol profesional para los Yomiuri Giants. Fue nombrado "Juri" debido a que su madre pensó que sería una niña. Asistió y se graduó de la Chiba Prefecture Tachi Kawanami High School.
Durante sus años de escuela secundaria, comenzó a ejercer como modelo en la popular revista Tokyo Street News (en la que apareció junto a Satoshi Tsumabuki, Tomohisa Yuge y Azusa Yamamoto, entre otros).
Aikawa fue reclutado en el programa de talentos Asayan de TV Tokyo, al mismo tiempo que aprobó una audición de modelaje. Modeló durante la Semana de la Moda de París, y debutó como modelo profesional a la edad de dieciocho años. También ha estado activo como modelo en numerosos desfiles de moda (incluyendo a Hugo Boss y Hermès), revistas y anuncios. Comenzó sus actividades como actor alrededor de 2005.

## Vida personal
El 22 de noviembre de 2015, Aikawa anunció en su blog que había contraído matrimonio con la también actriz Maaya Ono. El 31 de diciembre de 2017, anunció su divorcio de Ono.

## Filmografía

### Televisión
| Año  | Título                                    | Cadena  |
| ---- | ----------------------------------------- | ------- |
| 2006 | Radio De Culture                          | NTV     |
| 2008 | Minna ga Deru TV                          | tvk     |
| 2008 | Akashiya-san Channel                      | TBS     |
| 2010 | Ikimendel no Hōsoku                       | KTV     |
| 2010 | Sengoku Nabe TV                           | tvk     |
| 2012 | Geijitsu Yarō: Art ga Manaberu kamo na TV | Fuji TV |
| 2014 | Ore no Chizu-chō                          | YTV     |

### Dramas
| Año  | Título                | Papel         | Cadena   |
| ---- | --------------------- | ------------- | -------- |
| 2007 | Renai Shindan         | Kain Fujinami | TV Tokyo |
| 2008 | Tokyo Ghost Trip      | Setsu Inui    | MXTV     |
| 2014 | Gyakuten Hōdō no Onna | Kimura        | ABC      |
| 2015 | Messiah               | Serizawa      | MXTV     |

### Películas
| Año  | Título                | Papel        |
| ---- | --------------------- | ------------ |
| 2004 | Renmu                 | Shuhei Takeo |
| 2006 | The Prince of Tennis  | Hikaru Tenne |
| 2008 | Akachan ni Kanpai     |              |
| 2009 | Mado no Soto no Sekai | Ryozo Miyano |
| 2009 | Game Action           | Jun          |
| 2014 | Dōshitemo Furetakunai | Deguchi      |

### Anuncios
| Año               | Título                                                                           |
| ----------------- | -------------------------------------------------------------------------------- |
| 2002              | Otsuka Pharmaceutical Pocari Sweat "Barikan to Umi"                              |
|                   | Toshiba DynaBook                                                                 |
| Bandai WonderSwan |                                                                                  |
| Tokyo DisneySea   |                                                                                  |
| 2003              | Nissan 10 Oku-en Mileage Campaign                                                |
| 2004              | Toyota Netz-ten                                                                  |
| 2004              | Yamazaki Baking "Natsu Sun!"                                                     |
| 2005              | The Bank of Fukuoka                                                              |
| 2007              | Secom "Big Trap"                                                                 |
| 2011              | Sky PerfecTV! Premium Service "Antenna Man Unmei", "Antenna Man Nyūjō"           |
| 2016              | Universal Studios Japan "Universal Wonder Christmas / Santa no Magical Surprise" |

### Teatro
| Año  | Título                                                                                                  | Role              |
| ---- | --- | ----------------- |
| 2005 | The Prince of Tennis                                                                                    | Hitoshi Akutsu    |
| 2006 | bambino                                                                                                 | Zaurus            |
| 2007 | Chitose-zuki                                                                                            | Hanawa            |
| 2007 | Saien!! Chitose-zuki                                                                                    | Hanawa            |
| 2007 | Shōnen Onmyōji                                                                                          | Guren             |
| 2008 | Harukanaru Toki no Naka de                                                                              | Masato Tatori     |
| 2009 | Baraga-Oniki                                                                                            | Hitoshi Saito     |
| 2009 | Sentimental Yasuko                                                                                      | Komagata          |
| 2009 | Romeo -Gozen 0-ji no Hōmon-sha-                                                                         | Baezelbub         |
| 2010 | Hamlet Aoi Bara no kuchi zuke                                                                           | Baezelbub         |
| 2010 | Conten Club image 3                                                                                     |                   |
| 2010 | Baraga-Oniki Saien                                                                                      | Hitoshi Saito     |
| 2010 | Rudobiko plus+ vol. 1 I Kūkan Stage Hanasakeru Seishōnen –The Budding Beauty–                           | Isaac Noe         |
| 2010 | Fushigi Yūgi                                                                                            | Shinshuku         |
| 2010 | Kizuna -Shōnen yo, Dai Kami o Idake-                                                                    | Shinnosuke Itsuki |
| 2010 | ATM | Nobu Terazaka     |
| 2011 | Shinshun-Sengoku Nabe-sai –Anmari Chikazuki sugiru to Kira re chau yo–                                  | Kenji Kuroda      |
| 2011 | Rudobiko plus+ vol. 2 I Kūkan Stage Hanasakeru Seishōnen –The Budding Beauty in The Oriental Blue Wind– | Isaac Noe         |
| 2011 | Fushigi Yûki –Suzaku-hen–                                                                               |                   |
| 2011 | Hospital Build 2011                                                                                     | Yoshio Kano       |
| 2011 | abc Akasaka Boys Cabaret–2-Kai-hyō                                                                      | Lee Mun Young     |
| 2011 | Kizuna 2011                                                                                             | Shinnosuku Itsuki |
| 2011 | Mitsuboshi Kitchen East Side Story                                                                      |                   |
| 2011 | Ōedo Nabe-sai: Anmari hashagi Sugiru to Uta re chau yo                                                  | Takata Gunbee     |
| 2012 | Hanasakikeru Seishōnen                                                                                  | Isaac Noe         |
| 2012 | Walter Mittie ni sayonara                                                                               | Helenite          |
| 2012 | Fushigi Yûki –Seiryū-hen–                                                                               | Shinshuku         |
| 2012 | Dream Dai 1-shō                                                                                         |                   |
| 2012 | abc Akasaka Boys Cabaret 3-kai-hyō –Katsu! & Katsu!–                                                    | Lee Mun Young     |
| 2012 | Walter Mittie ni sayonara: Saien                                                                        | Helenite          |
| 2012 | Mitsuboshi Kitchen FaMiLY                                                                               | Kenzo Iijima      |
| 2012 | Butai Basara                                                                                            | Nagi              |
| 2013 | Handsome Rakugo                                                                                         |                   |
| 2013 | Danshi-ing!                                                                                             |                   |
| 2013 | Kyō Kara Maō!: Maō Tanjō-hen                                                                            | Günter            |
| 2013 | Hybrid Project Vol. 10 Re-                                                                              | Ise Yoshimori     |
| 2013 | Musical Ninjajajamaru-kun                                                                               | Hedonbo           |
| 2013 | Life pathfinder 2013 The Fate of... Tryout Kōen                                                         |                   |
| 2013 | Butai-ban: Shinrei Tantei Yakumo: Itsuwari no Ki                                                        | Matsuda           |
| 2013 | Butai Nobunyaga no Yabō                                                                                 | Oda Nobunyaga     |
| 2013 | Yohakuna Bokura                                                                                         |                   |
| 2014 | Basara Dai 2-shō                                                                                        | Nagi              |
| 2014 | Usagi Restaurant                                                                                        | Yokohama          |
| 2014 | Re:verse –Ano Toki ni Modoretara–                                                                       |                   |
| 2014 | Danna-er's high!!                                                                                       |                   |
| 2014 | K | Izumi Kusanaga    |
| 2014 | Margarita –Sengoku no Tenshi-tachi–                                                                     | Kiyoshi Kato      |
| 2014 | Butai: Nobunyaga no Yabō: Ni                                                                            | Oda Nobunyaga     |
| 2014 | New York de Neko o Korosu Hōhō                                                                          | Shinjo            |
| 2015 | Koibana                                                                                                 |                   |
| 2015 | Yumeibito no Kōkai Nisshi                                                                               | Alberto           |
| 2015 | Handsome Rakugo: Daigoshō                                                                               |                   |
| 2015 | Messiah -Hisui no Shō-                                                                                  | Serizawa          |
| 2015 | Hybrid Project vol. 13 Nouvell Vague                                                                    | Tepo              |
| 2015 | K Dai 2-shō                                                                                             | Izumi Kusanaga    |
| 2015 | Maboroshino-jō –Sengoku no Utsukushiki Kyōki–                                                           | Masanori Honda    |
| 2015 | Hetalia: Singin' in the World                                                                           | France            |
| 2016 | Sengoku Basara                                                                                          | Sen no Rikyū      |
| 2016 | Fushigi Yûki –Shu no Fumi–                                                                              | Shinshuku         |
| 2016 | Mermaid Boots                                                                                           | Alcatics          |
| 2016 | Musical "Hetalia –The Great World–"                                                                     | France            |
| 2016 | Kengō Shōgun Yoshiteru: Zenpen                                                                          | Ishimi Bokuda     |
| 2017 | Dai 2-kai Kōen Happy Money –Fushigina Ginkō, Nihonjōriku–                                               |                   |
| 2017 | Otome no Omocha                                                                                         |                   |
| 2017 | Kengō Shōgun Yoshiteru: Kōhen                                                                           | Ishimi Bokuda     |

### Videos musicales
| Año  | Título                           |
| ---- | -------------------------------- |
| 2001 | Gospellers "Chikai"              |
| 2001 | Gospellers "Yakusoku no Kisetsu" |
| 2005 | Ai Otsuka "Cherish"              |